# Galgà Guidotti
Galgà Guidotti (Chiusdino, província de Siena, 1148 - 30 de novembre de 1181) fou un cavaller toscà, retirat a fer vida eremítica a una muntanya propera a Siena. És venerat com a sant per l'Església catòlica.

## Vida i llegenda
Es conserven poques dades certes de la vida de l'ermita, i probablement el cognom Guidotti també sigui un afegit posterior a la llegenda. Galgano havia nascut el 1148 a Chiusdino, avui a la província de Siena, fill de Guidotto i Dionigia, membres de la noblesa local. La tradició diu que va ésser destinat a la vida cavalleresca, en una època de lluites entre els senyors locals de Siena per la primacia política i militar. Galgà va viure una joventut de disbauxa, lliurat a la violència i la luxúria.
Sense que se sàpiga el motiu, va canviar radicalment i va començar a fer vida religiosa, retirant-se a una ermita a viure amb una gran austeritat i pietat. Visqué a l'ermita de la Rotonda di Montesiepi el 30 de novembre de 1181, tot i qua algunes fonts antigues diuen que fou el 3 de desembre de 1180.

## Veneració
Morí en llaor de santedat: la seva mort fou coneguda aviat i fou sebollit pel bisbe Ildebrando Pannocchieschi de Volterra i els de Siena i Massa Marittima. Només quatre anys després, en 1185, el cardenal Conrad de Wittelsbach començà el procés de beatificació i Luci III el proclamà sant. Des de llavors, es venera a la Rotonda on hi havia l'ermita de Galgà, edifici on es custodia l'espasa fixada a la roca, i poc després s'aixeca l'Abadia de San Galgano, testimoni primerenc del culte al sant. A Chiusdino es conserva el reliquiari del cap del sant, a San Michele, que fins al 1977 havia estat a Siena, a l'església del Santuccio. Al Museo dell'opera del Duomo de Siena se'n conserva el reliquiari primitiu, del segle xiv.
Aviat n'apareixen biografies: l'anònima Legenda beati Galgani (Codice Laurenziano, segle xiv), la Legenda beati Galgani confessoris d'un monjo cistercenc, atribuïda erròniament a Rolando Pisano (segle xv), la Leggenda di Sancto Galgano (s. XV), la Vita sancti Galgani de Senis (s. XV), la Vita beati Galgani (s. XV) i el procés de beatificació de 1185 (Inquisitio in partibus, transcrita a la Historiae Senenses). El seu culte es va difondre ràpidament, sobretot entre cavallers: l'associació amb el sant guerrer Miquel arcàngel va facilitar-ho.

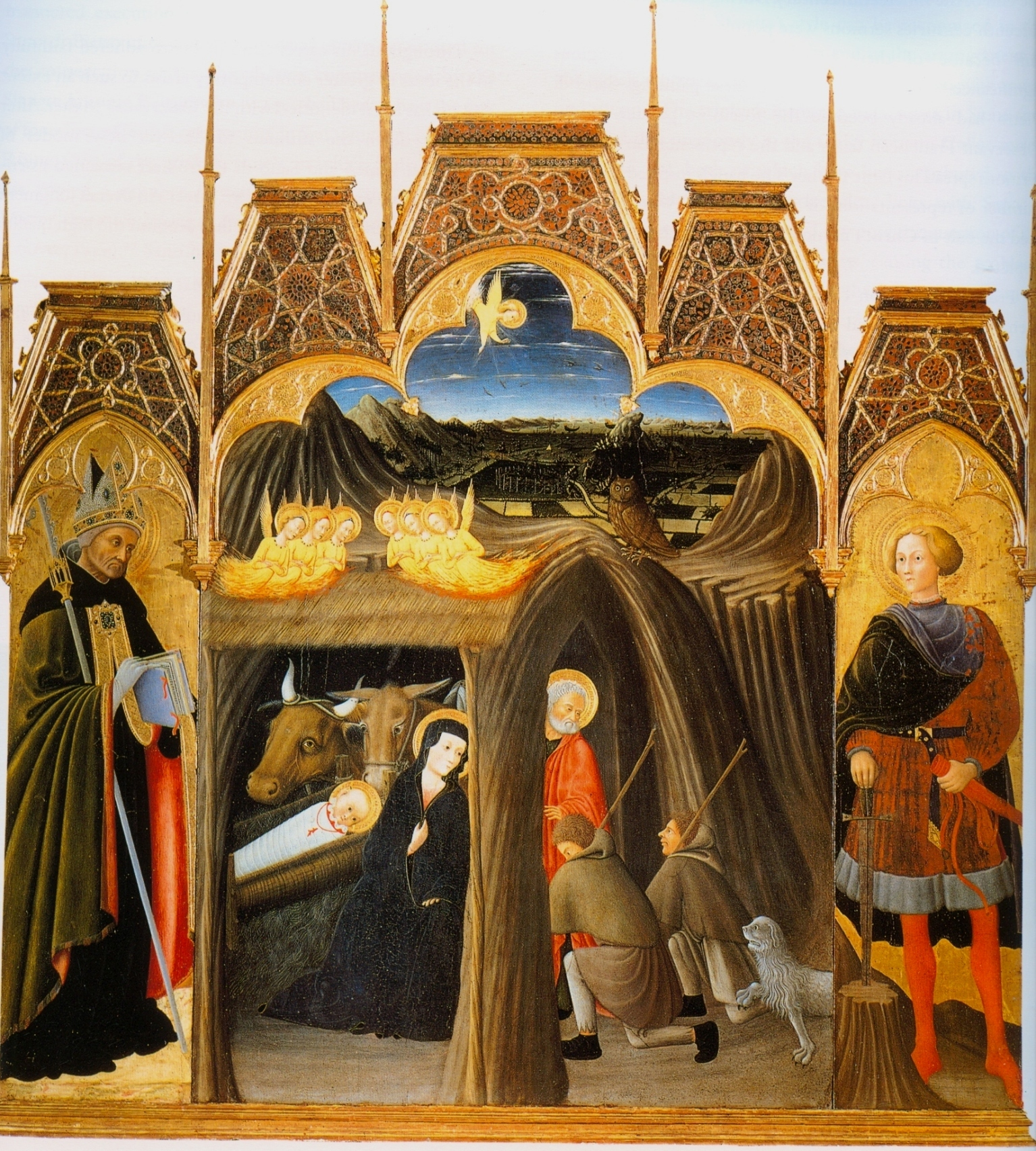
Retaule de Giovanni d'Ambrogio, 1430-35, amb la Nativitat, sant Agustí i, a la dreta, Sant Galgà (Asciano, Museo d'Arte Sacra)
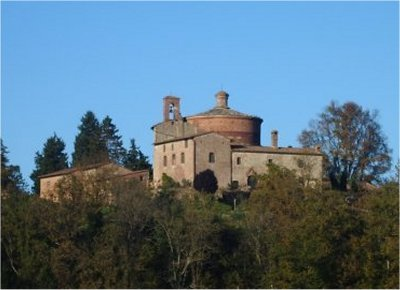
Rotonda di Montesiepi, antiga ermita de Galgà.
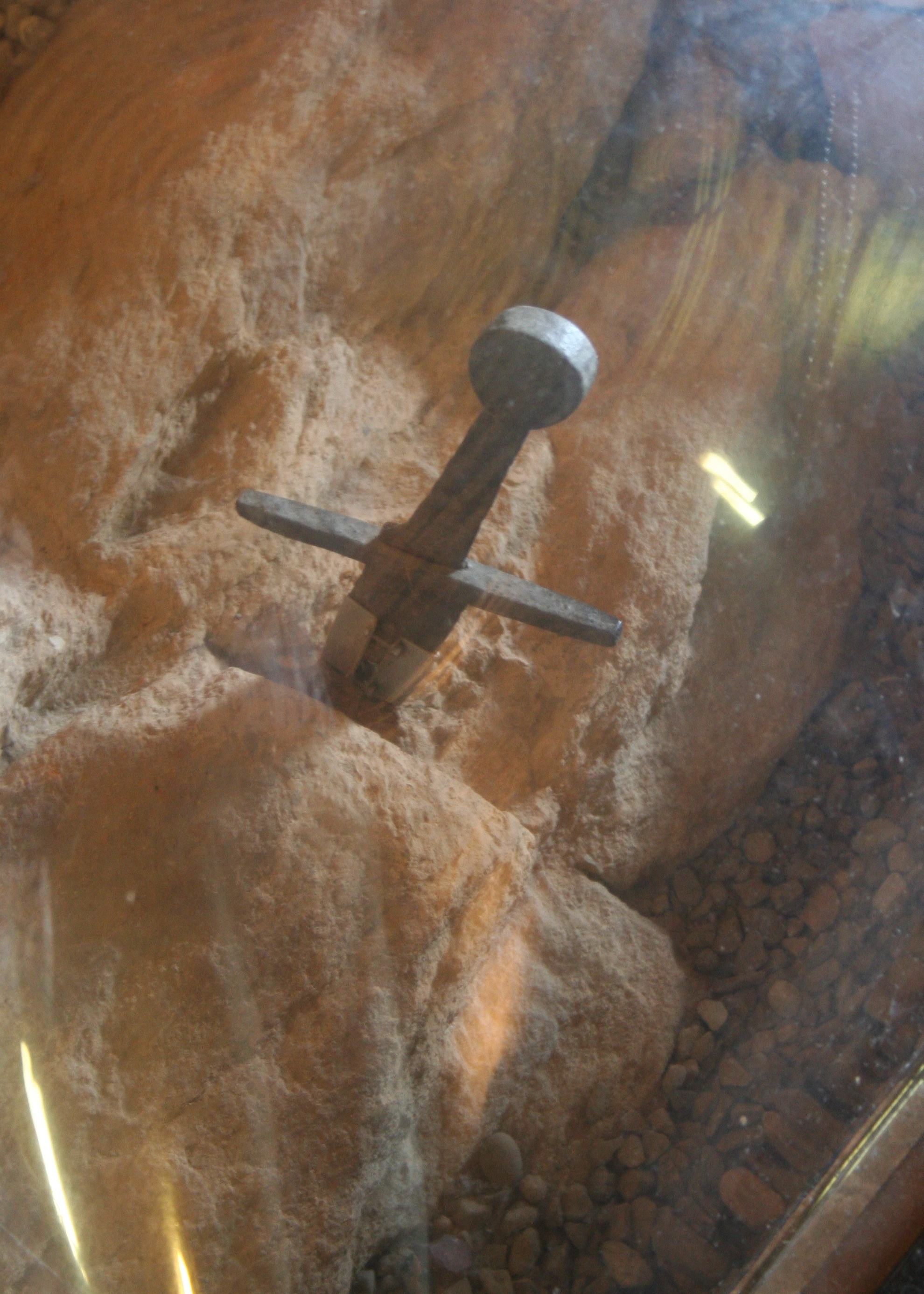
Espasa de sant Galgà

### Llegenda
La llegenda atribueix el canvi a dues aparicions de Sant Miquel arcàngel, que li digué que havia d'ésser un "cavaller de Déu" i l'indicà com havia d'ésser la seva vida en el futur. Galgà va seguir l'arcàngel i va travessar un riu per un pont on hi havia un molí, la roda del qual simbolitza la caducitat de les coses mundanes. Més enllà d'un prat florit, van arribar a Monte Siepi, on hi havia un edifici circular, on Galgà va trobar els dotze apòstols i va tenir una visió de Déu, que va fer que es convertís definitivament. Poc després, el seu cavall va refusar de seguir per un altre camí i el va conduir novament a Monte Siepi, al mateix lloc on havia tingut la visió; així, Galgà va decidir d'establir-s'hi.
Volia fer una creu, però no va trobar fusta: prengué la seva espasa i la clavà a la roca, deixant-ne fora el puny en forma de creu, que li serviria de crucifix i simbolitzava la seva renúncia a la vida que havia portat fins llavors; convertí la seva capa en hàbit i començà a fer vida eremítica. Feia pregària i vivia amb austeritat, menjant herbes i dormint sobre el terra. Va marxar en pelegrinatge a Roma; durant la seva absència, uns lladres volgueren robar l'espasa de la roca i, en no poder-la'n treure, van intentar trencar-la. En marxar, un d'ells va caure al riu i s'ofegà, i l'altre fou mort per un llamp; el tercer fou atacat per un llop i només se salvà quan invocà l'eremita Galgà. Quan aquest tornà, va trobar l'espasa trencada i va tenir un gran dolor, però Déu li digué que posés el tros d'espasa trencat sobre el fixat a la roca: els dos fragments van soldar-se miraculosament, tornant a fer-ne una sola peça. L'eremita va fer un eremitori i va continuar fent-hi vida fins a la seva mort, que va ésser-li anuncida per Déu.

### Simbologia
La llegenda de Galgà és rica en símbols: l'espasa, instrument de guerra i mort, esdevé una creu, signe de pau i d'esperança; la capa del guerrer esdevé hàbit de l'ermità, cavaller que abandona el món, com farà després Francesc d'Assís.
El relat de l'espasa a la roca és similar al de l'espasa del rei Artús, també noble cavaller d'esperit pur. El nom Galgano s'ha relacionat amb el del cavaller artúric Galvany, sense que s'hagi determinat si, efectivament, hi ha algun tipus d'influència entre ambdues llegendes.

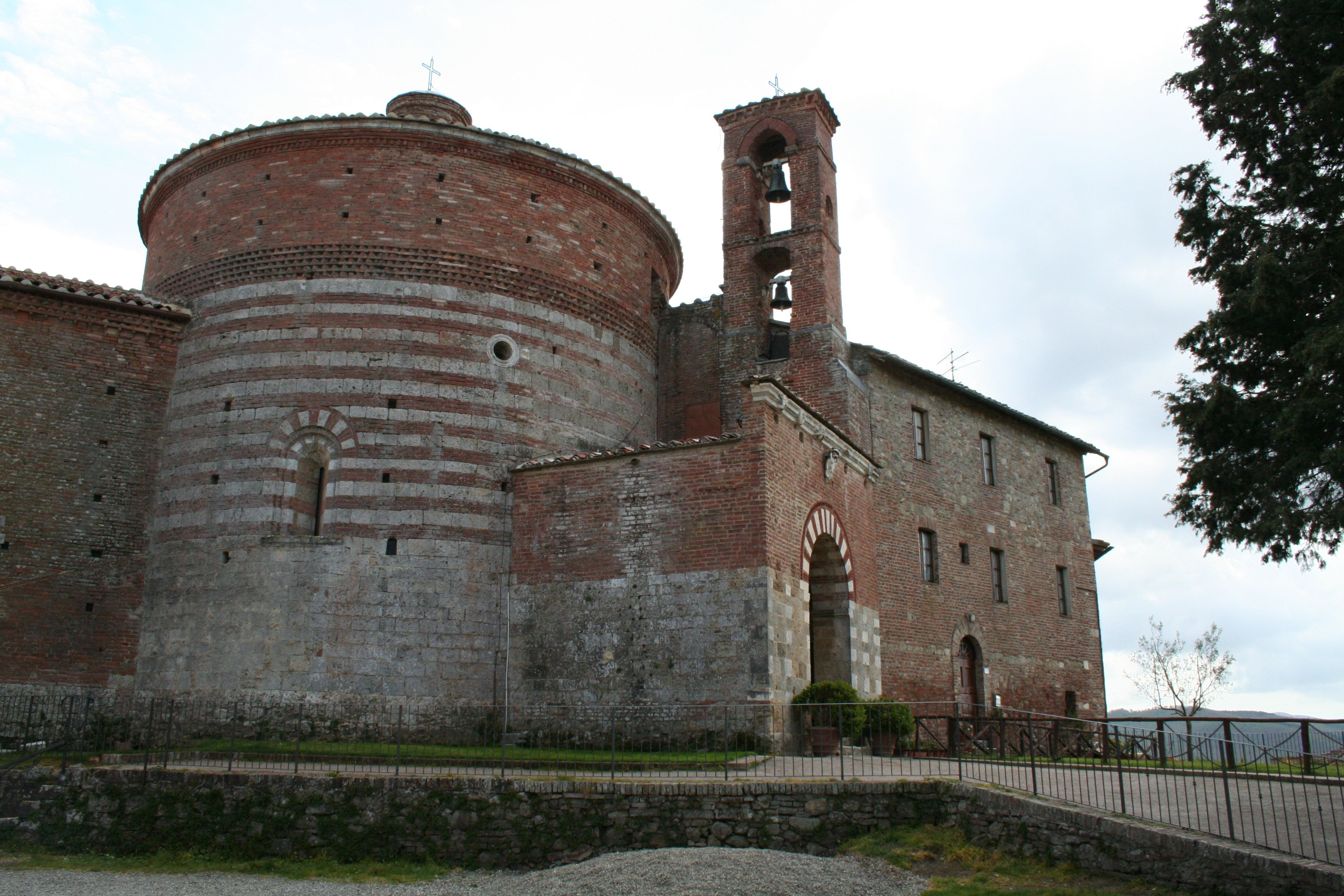
Entrada da la Rotonda
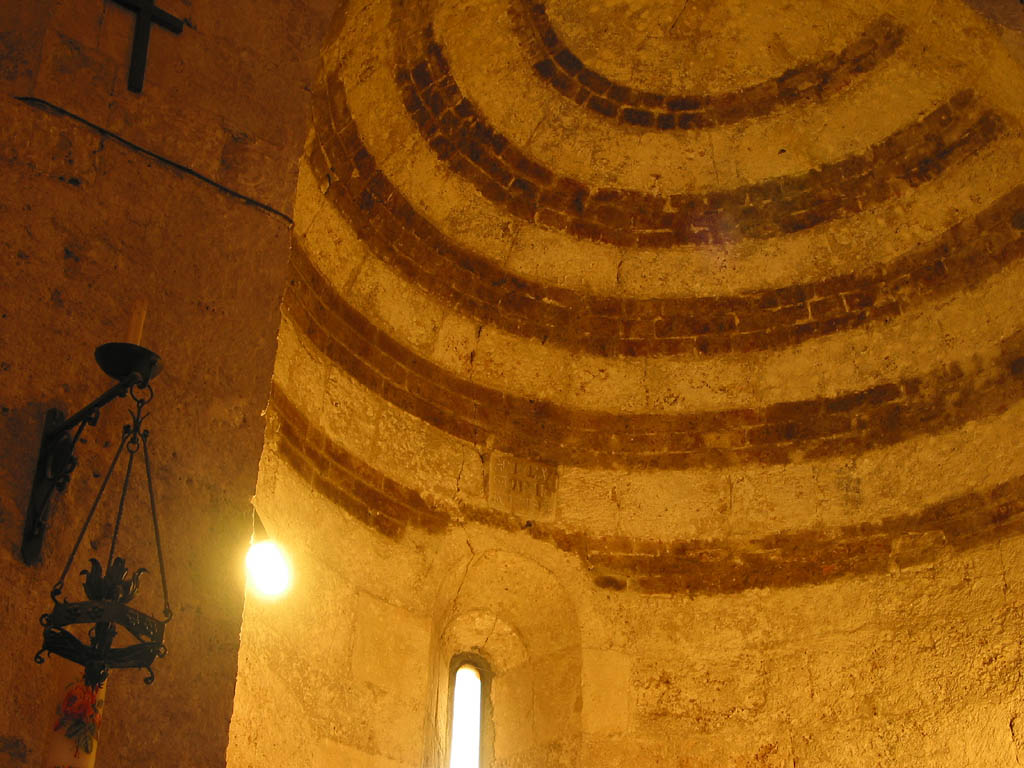
Interior de la Rotonda
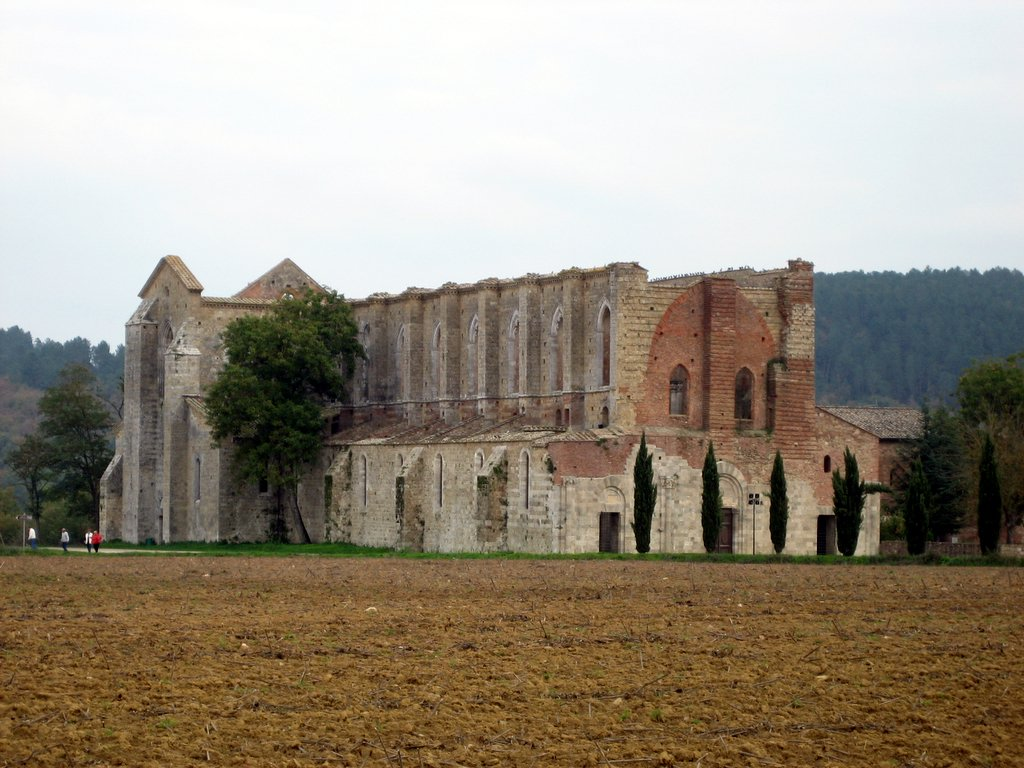
Abadia de San Galgano
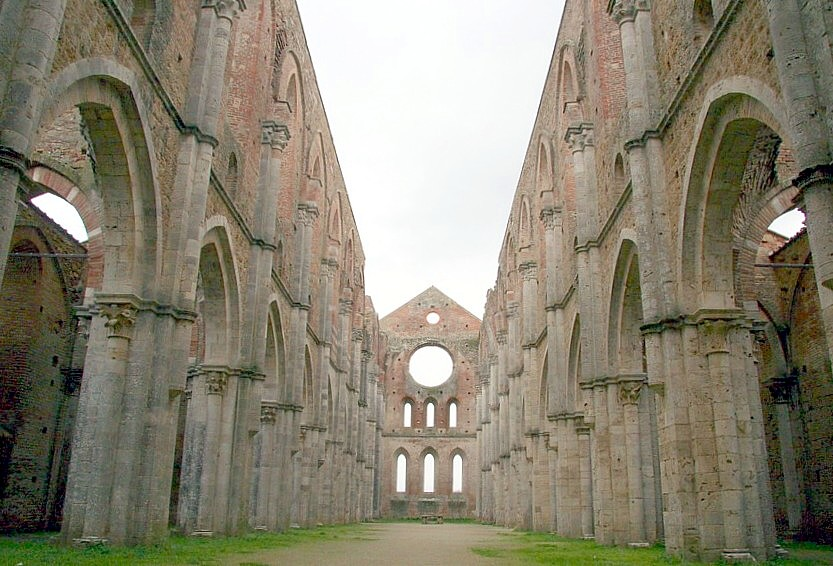
Abadia de San Galgano

## Testimonis
La Rotonda és un edifici romànic, circular, com algunes esglésies que, per influència dels templers reproduïen la planta de la basílica del Sant Sepulcre de Jerusalem. En 2001 va fer-se una anàlisi metal·logràfica de l'espasa, trobant-se que era una arma del segle xii. Fins al 1924, l'espasa fixada a la roca podia ésser-ne treta, donant lloc a un ritual entre els pelegrins. Alguns actes vandàlics van fer pensar que podia córrer perill i el rector la va fixar amb plom fos, impedint així que se'n pogués treure. Finalment, per protegir-la millor, fou fixada i coberta amb una vitrina de plexiglàs.
No lluny de la Rotonda, en 1218 es començà a construir l'abadia de San Galgano, de l'Orde del Cister, un dels grans edificis d'aquest orde a Itàlia i important monestir fins al segle xvi, quan inicia un declivi que culmina en 1768, quan la volta s'enfonsa i és abandonada.